# مایلز (کارولینای شمالی)
مایلز (به انگلیسی: Miles) یک منطقهٔ مسکونی در ایالات متحده آمریکا است که در شهرستان اورنج، کارولینای شمالی واقع شده‌است. مایلز ۲۱۳٫۹۷ متر بالاتر از سطح دریا واقع شده‌است.